# Offentlig marknad

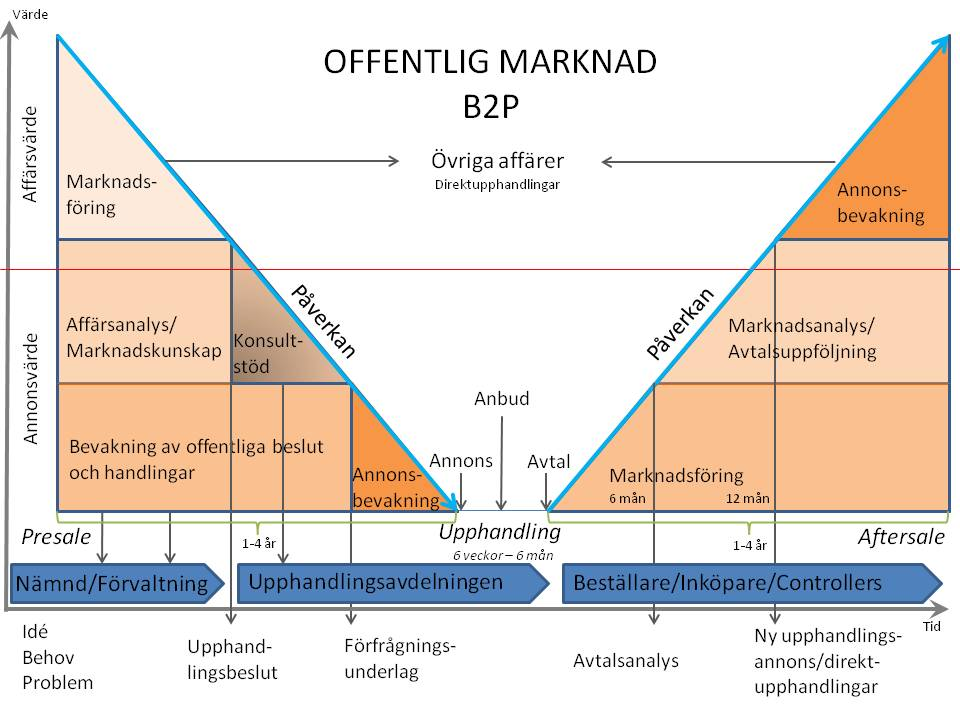
Offentlig marknad global

Offentliga marknaden omfattar samtliga affärer som görs med offentlig sektor, inklusive alla offentligt ägda bolag. Marknaden regleras till viss del av offentliga upphandlingar men många aktiviteter och stora delar av den offentliga marknaden ligger utanför regelverket för offentlig upphandling. Hit hör bland annat direktupphandlingar men även de aktiviteter som ligger före och efter själva upphandlingsprocessen.

## Bakgrund till begreppet offentlig marknad
Den offentliga upphandlingen har länge varit det tongivande inslaget i den offentliga affären. Principerna för offentlig upphandling är linjära och endimensionella varför de är en otillräcklig beskrivning den offentliga affärsprocessen. Fokus har under många år legat på den del av affären där påverkan inte alls är tillåten. Den formaliserade upphandlingsprocessen omfattar behovsanalys, annonsering, kvalificering och utvärdering, avslut upphandling, överprövning och skadestånd. De formella kraven är i fokus vilket medför uppenbara risker att andra krav, behov och affärsmöjligheter åsidosätts.
Rådande uppfattning är att den offentliga sektorn och upphandlingarna handlar mer om juridik och eventuella överprövningar än om affärer. Marknaden är underutvecklad och har inte definierats tydligt nog. Fokus ligger på upphandling av tjänster och varor hänförliga till anbudsprocessen och vad som definieras som upphandling enligt upphandlingsrätten.

## Den offentliga marknaden
Den offentliga marknaden sträcker sig längre än den korta formella upphandlingsprocessen som ofta likställs med den offentliga sektorns affärsverksamhet. På denna marknad återfinns intressenter, regelverk och processer på samma sätt som vilken annan marknad som helst.

### Terminologi
För att definiera den offentliga marknaden behöver man jämföra den med andra marknader och definiera en terminologi. 
Dagens offentliga upphandling definieras som Business to Government (B2G), där näringslivet interagerar med myndigheter enligt en i förväg definierad upphandlingsprocess.  
Denna term kan jämföras med relationen mellan företag, Business-to-business (B2B) och affärsverksamhet som riktar sig mot konsument, Business-to-consumer (B2C).
Den offentliga marknaden står inför ett paradigmskifte där synsättet på Business to Government (B2G) breddas till att likna, Business-to-business (B2B). 
Det nya förhållningssättet omfattas i begreppet Business-to-public (B2P). 
Inom B2P är de offentliga inköpen en strategiskt viktig fråga för att effektivt hantera skattemedel. B2P omfattar hela den offentliga marknaden. Synsättet inom B2G att en offentlig affär inte är påverkansbar eftersom upphandlare ”inte får föra en dialog” Denna försiktighetsprincip leder till en isolering från marknadsnärvaro i syfte att upprätta en tillitsfull roll som representant i en rättvis och likabehandlande organisation. 
Konsekvensen är att marknadsavdelningar inte betraktat den offentliga affären som en marknad utan bara som en juridisk upphandlingsprocess. B2P ger företagen verktyg att göra goda affärer inom den offentliga marknaden.

### Intressenter
Den offentliga marknaden är betydligt mer omfattande än den formella upphandlingsprocessen såsom den beskrivs i upphandlingsrätten. 
Det finns beställare, påverkare, inköpare, betalare och brukare som på alla marknader. Alla dessa roller återfinns även på den privata marknaden varför de flesta ekonomiska modeller fungerar utmärkt på den offentliga marknaden. Det som skiljer är att det också finns upphandlare. Upphandlarens enda uppgift är att agera på den egna organisationens beställningar för att skapa den bästa affärsmöjligheten utifrån gällande lagstiftning. 
Som motpart till upphandlaren brukar större leverantörer rekrytera en "Bid manager" som ansvarar för att skriva anbud och ansvara för all formalia i offentliga upphandlingar.
Inköparna är många gånger fler än upphandlarna då ca 10 % av all personal inom offentlig sektor har attesträtt.

### Regelverk
Upphandlingsprocessen syftar till att garantera marknadens leverantörers lika behandling samt skydda den offentliga tjänstemannen i sin roll som inköpare/beställare från ovidkommande påtryckningar eller andra erbjudanden som saknar egentligt samband med affären.
Avseende aktuella lagutrymmen hänvisas till upphandlingsrätten, med avsikt på såväl internationella regler i form av EG-direktiv och de s.k. grundläggande EG-principerna (såvida ingen särskild bestämmelse föranleder annat) som nationell lagstiftning. I Sverige finns exempelvis Lag (2007:1091) om offentlig upphandling, Lag (2007:1092) om upphandling inom områdena vatten, energi, transporter och posttjänster m.fl. 

### Storlek
Den offentliga marknadens storlek är omdebatterad då ingen definition eller sammanställning över marknadens storlek genomförts. Storleken på den offentliga affären baseras på en kombination av ett avtalsvärde för större upphandlingar som upphandlande enheter annonserar i TED-databasen. I Sverige uppgår detta framräknade värde till 16-18 % av BNP, vilket kan användas som nyckel. 
Den offentliga marknaden är större än ansvariga myndigheter anger då marknaden även består av inköp som inte omfattas av upphandlingsrätten och inköp som görs med stöd av andra lagar och förordningar. Som exempel kan nämnas utförande av grundskoleutbildning, inköp (subventioneringen) av läkemedel och tandvård. De är centrala för att räkna fram det verkliga värdet av den offentliga marknaden även om de  inte omfattas av upphandlingsreglerna. 
En beräkning som utgår från samtliga kostnader hanterade via den offentliga sektorns leverantörsreskontra oavsett hur kostnaderna är finansierade eller upphandlade ger en fullständig och rättvisande bild av den offentliga marknadens storlek. På sikt ger det också möjlighet att mäta effekterna av eventuella reformer.
En viktig del av den offentliga marknaden är direktupphandlingar. 

### Faser/Affärsprocess
En affärsprocess innehåller, oavsett marknad, omfattande insatser inför själva affären genom att man kartlägger behov, utbud, konkurrens samt aktuella pris- och kvalitetsaspekter. Affärens villkor nedtecknas i ett avtal. Ett väl skrivet avtal används sedan för att bevaka, kontrollera, styra eller "navigera" affären.  Inom den privata sektorn används kategoristyrning där köpare och säljare kontinuerligt följer hur affären utvecklas. Inom offentlig upphandling används sällan avtalet aktivt när det väl är skrivet. Det är därför viktigt för en leverantör att vara aktiv före och efter upphandlingsprocessen för att säkra sina affärer. 
Affärsprocessen i den offentliga marknaden kan delas in i olika faser: före, under och efter upphandling eller för att använda mer marknadsmässiga termer: presale, försäljning och anbudsprocess samt eftermarknad. 

#### "Presale"
Varje affär tar normalt sitt ursprung i ett behov, i ett problem eller i en idé. Oavsett vilken av dessa tre anledningar som initierar affären är processen ungefär densamma för var typ av offentlig verksamhet. Den inledande fasen av en offentlig affär är i de flesta fall offentlig och pågår under en längre period. De personer som är involverade i besluten som leder fram till anbudsprocessen är i tillgängliga och därmed också påverkningsbara för utbyte av relevant, konkret information eller kunskapsöverföring. Personerna är också mottagliga för påverkan för att beslutsprocessen ska leda fram till en god affär. Denna del av affärsprocessen är olika lång beroende på anledning till att ett inköp ska göras eller hur komplex vara eller tjänst som ska köpas in. Ett normalförfarande i en kommun är mellan 6 månader och 4 år. 
För att en marknadsavdelning ska kunna värdera var i affärsprocesser de ska investera för att bäst kunna påverka den offentliga affären måste man först definiera vilka olika delar som ingår i respektive fas. I fasen som föregår upphandlingsprocessen, Presale, återfinns alla de roller som förekommer på den privata marknaden. I fasen Presale, ligger huvuddelen av aktiviteter och insatser som kan påverka den kommande affären i att känna till hur beslutsprocessen går till, vem är påverkare, vem är beställare samt utförare av själva upphandlingen. Den egentlige inköparen är ofta kopplad till ett verksamhetsansvar och attesträtten är delegerad långt ut i organisationen vilket innebär att ca 10 % av antalet anställda i en kommun eller i ett landsting har någon form av inköpsfunktion. Aktörerna behöver upplysas om alternativa lösningar och leverantörer. De är till viss del mottagliga för traditionell marknadsföring men även behovs- och marknadsanalyser.
Därutöver bör marknadsavdelningen upprätta olika former av bevakning. Den vanligaste formen, som också ofta tyvärr är den enda investering en leverantör gör idag för att skaffa sig fler offentliga affärer, är bevakning av upphandlingsannonser. Få leverantörer bevakar beslutsprocesserna där det är möjligt att både samla in och ta del av viktiga beslut som ligger till grund för kommande upphandlingar. Det finns redan idag företag som erbjuder tjänster för att hantera denna bevakning. 

#### Affärs- och marknadsanalys
Efter informationsinsamlingen kan analys genomföras kring kommande behov hos upphandlande part eller vilka problem som behöver lösas. Det identifieras om affären  kan påverkas så att den kommande affären verkligen omfattar den egna varan eller tjänsten. Beslutsprocessen och kravställningen inför en upphandling görs av beställarna i den offentliga verksamheten. Beslutsfattarna är inte svåra att identifiera, svårigheten ligger i stället i hur man för fram sitt budskap och sin branschkunskap för att inte tangera begrepp som otillbörlig påverkan.
Att det är omodernt och icke affärsmässigt korrekt med mutor och bestickning är en självklarhet hos de flesta idag. Anledningen till att de dock fortfarande ändå förekommer är dels att den offentliga upphandlingen i dessa fall dras med en icke fungerande transparens. 
I analysarbetet involverar företag den egna marknadsavdelningen i att fatta strategiska beslut om vilken marknadsandel som eftersträvas på den offentliga marknaden. Andelstalet kan påverkas och är inte något som bara uppstår. En grundförutsättning för de strategiska besluten är bättre beslutsunderlag där det idag saknas sammanställd marknadsinformation. Få marknadsavdelningar besitter kvalificerad kunskap om den offentliga marknadens storlek och hur den fungerar varför marknaden inte får uppmärksamhet som är affärsmässigt motiverad med en snedvriden marknadsbudget till fördel för B2B eller B2C.
Marknadsföring
Varumärkesstärkande marknadsföring är lämplig före själva upphandlingen för att skapa en ökad tillit kring en produkt eller vara som kan bli aktuell för en kommande upphandling. Den stora mängd av beställare och inköpare som finns i den offentliga sektorn är både mottagliga för och intresserade av att känna till de alternativ som finns att tillgå på marknaden. Förebyggande marknadsföring är viktig i alla upphandlingar men av extra vikt vid direktupphandlingar då denna del av marknaden står helt öppen för både marknadsföring och påverkan. 

#### Försäljning och anbudsprocess
Anbudsprocessen inleds normalt med en annons om att upphandlingen har påbörjats. Ibland sker även en viss förannonsering för att öka möjligheten till en god konkurrenssituation med många anbudsgivare. Marknaden erbjuder idag flera tjänster för både säljaren och köparen att relativt enkelt sammanställa och tillgängliggöra information kring en kommande affär.  Många gånger anges även det tilltänkta affärsvärdet i annonsen. Processen är reglerad av upphandlingsrätten och dess tillämpning skall avgöras vid varje respektive upphandling. Eftersom förfrågningsunderlagen och reglerna kring denna process är starkt relaterade till juridiska frågor är också de flesta upphandlingskonsulter antingen själva jurister eller måste regelbundet anlita juridisk expertis. Det är därför inte heller konstigt att det i alltför hög utsträckning handlar om avtal och överprövningar av dessa upphandlingar som är långt ifrån en bra affär för vare sig upphandlaren lokalt eller för skattebetalaren.
När väl anbudet är inlämnat kan man som leverantör inte göra så mycket mer än att vänta på tilldelningsbeslutet, beskedet om vem som har vunnit och varför. Insiktsfulla leverantörer tar vara på informationen och analyserar varför vinnaren av denna upphandling har vunnit. Detta är ett marknadsanalysarbete inför kommande upphandlingar och offentliga affärer.

#### Avtalsprocessen – det offentliga kontraktet
Avtalsprocessen inleds i slutfasen av upphandlingen i samband med att tilldelningsbeslutet är fattat och tillkännagivet. Då inträder en avtalsspärr inom vilken leverantörerna kan kontrollera att inga fel har begåtts. Det kan röra sig om att någon leverantör behandlats i strid med upphandlingens grundläggande krav om likabehandling. Har allt skett korrekt tecknas ett avtal med den eller de vinnande anbudsgivarna. Informationen om vem eller vilka som tecknat avtal ska egentligen efterannonseras för att ge så många som möjlighet att få del i hur och mellan vilka den enskilda offentliga affären har gjorts upp. Notera att inga parter ännu gjort någon faktisk affär.

#### "Aftersale" / Eftermarknad
Avtalet innebär inte att affärerna kommer automatiskt. Det är viktigt att information om avtalet sprids inom den upphandlande organisationen så att alla beställare med attesträtt får ta del av avtalet. Upphandlaren som har handlagt slutfasen av presale och avtalsprocessen har själv sällan någon budget. Upphandlaren gör ofta minst antal inköp av alla i den egna organisationen. Systemen för avtalsinformation, avropsstöd och inköpsstyrning är underutvecklade samtidigt som de ofta är isolerade från ekonomisystemen. Fungerande intern kommunikation i den köpande organisationen är helt centralt för att systemet skall fungera som lagstiftaren tänkt sig.	

#### Marknadsföring i samband med avtalstecknande
En leverantör som vunnit ett kontrakt via en upphandlingsprocess rekommenderas att informera om detta själv och även marknadsföra detsamma. Genom att identifiera vilka som har inköpsrätt i organisationen som har tecknat avtalet är det kostnadseffektivt att genomföra en direktriktad marknadsföring. Annars ställs tillförliten till den köpande organisationens interkommunikation för att i slutändan få den offentliga affären, vilket är samma passiva förhållningssätt som att vänta på en upphandlingsannons i tron att det är enda sättet att påverka en offentlig affär.

#### Affärsanalys / avtalsuppföljning
För att säkra och öka den egna affären bör en leverantör följa upp de inköp och avrop som görs redan efter sex månader efter det att avtalet är tecknat. En avtalsuppföljning sker enklast genom att begära ut underlag från den köpande organisationens leverantörsreskontra eller införskaffa en marknadsrapport avseende information kring de potentiella konkurrenter som har avtal eller misstänks göra affärer utan aktuellt avtal. Med stöd i denna information och ett aktivt agerande kan varje avtalsleverantör också bidra till att den köpande parten undviker onödiga skadestånd och eventuella straffavgifter för otillåtna direktupphandlingar. 
Marknadsavdelningen kan både bedöma utfallet av förändrad marknadsandel relaterat till det gångna årets marknadsinvesteringar och för att fatta beslut om nya insatser, vilket gör att statusen på den offentliga affären höjs då besluten blir av strategisk karaktär. Åtgärden skapar bättre egenkontroll och uppmärksammar den köpande organisationen på att använda ingångna avtal. En grundförutsättning är att upphandlande parter ser positivt på transparensen vilket i sin tur minskar risken för stämningar och ett effektivare nyttjande av skattemedel. 

#### Bevakning – ca nio månader in på avtalet
Upphandlingar tenderar att återkomma men med andra upphandlande parter inom 9-18 månader. Flertalet kommuner, landsting och upphandlingspliktiga bolag kopierar andras upphandlingar och återanvänder förfrågningsunderlag för att hantera egna behov av likartad karaktär. Det är därför viktigt för en leverantör att bevaka liknande affärsmöjligheter via någon form av upphandlingsannonstjänst. 
En allt större kännedom om värdet av den offentliga marknadens direktupphandlingar i kombination med att tröskelvärdet för direktupphandlingar förväntas höjas till mer än det dubbla gör att fler bevakningstjänster kommer att växa fram. Tjänster som inbegriper upphandlingsannonser för direktupphandlingar och som kommer användas av de inköparna/beställarna med egna budgetar. Köparna kommer att behöva hjälp med att göra tillåtna direktupphandlingar. För att få en fungerande marknad även inom direktupphandlingar kommer även dessa att annonseras. En del av dessa affärer blir annonspliktiga på grund av lagstiftarens nya krav.  På en fungerande marknad med ansvarstagande inköpare med börsen full av skattemedel kommer frivilligheten att annonsera vara den ledande faktorn för att göra en bra affär. Krav kommer även ställas på en fungerande efterannonsering, dvs. vem fick affären. Sammantaget bidrar detta till en mer genomlyst offentlig affär och en allt mer fungerande marknad.